# شبکه تلویزیونی کلمه ابدی (EWTN)
شبکه تلویزیونی کلمه ابدی (انگلیسی: Eternal Word Television Network (EWTN)) یک شبکه تلویزیونی کابلی در آمریکا است که برنامه‌های شبانه‌روزی در زمینه کاتولیسیسم ارائه می‌دهد. این شبکه نه تنها بزرگ‌ترین شبکه تلویزیونی کاتولیک در آمریکا، بلکه طبق گزارش‌ها «بزرگ‌ترین شبکه رسانه مذهبی جهان» است. این شبکه می‌گوید برنامه‌های آن با داشتن ۱۱ شبکه به سمع و نظر ۴۲۵ میلیون نفر در ۱۶۰ کشور جهان می‌رسد. این شبکه توسط مادر آنجلیکا در سال ۱۹۸۰ تأسیس شد و در ۱۵ اوت ۱۹۸۱ از یک استودیو در گاراژ صومعه بانوی فرشتگان در آیرندیل، آلاباما که مادر آنجلیکا در سال ۱۹۶۲ تأسیس کرد پخش برنامه‌های خود را آغاز کرد. او تا قبل از بازنشستگی در سپتامبر ۲۰۰۱، به علت بیماری، مجری برنامه «با مادر آنجلیکا پخش زنده» (Mother Angelica Live) بود. از سال ۲۰۱۷ مایکل پی. ورسو (Michael P. Warsaw)، مشاور بخش ارتباطات واتیکان، EWTN را رهبری می‌کند.
EWTN علاوه بر شبکه تلویزیونی، از ژانویه ۲۰۱۱ روزنامه National Catholic Register و آژانس خبری کاتولیک را نیز در اختیار دارد. وبگاه EWTN.com و سایت تجاری اختصاصی EWTNReligiousCatalogue.com به صورت آنلاین در دسترس مخاطبان است. EWTN همچنین دارای یک شبکه رادیویی ۲۴ ساعته است که به حدود ۳۵۰ ایستگاه رادیویی در سراسر ایالات متحده و همچنین رادیوی ماهواره‌ای سیریوس و رادیو موج کوتاه برنامه‌های سخنرانی و عبادت ویژه کاتولیک ارائه می‌دهد. برنامه‌های رادیو شامل پخش رادیویی برنامه‌های تلویزیونی EWTN و برخی برنامه‌های رادیویی برای شنوندگان است.
برنامه‌های شبکه معمولاً شامل مراسم عشای ربانی روزانه و گاهی آیین عشای ربانی تریدنتین، ایستگاه‌های صلیب سنتی، تلاوت روزانه تسبیح رزاری به صورت از پیش ضبط شده، اخبار روزانه و هفتگی، گفتگو و برنامه‌های آموزشی برای بزرگسالان و کودکان است.
برنامه‌های ویژه کریسمس و عید پاک؛ آیین انتصاب اسقف‌ها و کاردینال‌ها؛ پوشش روز جهانی جوان (ویژه کلیسای کاتولیک)؛ دیدارهای پاپ، مرگ، تشییع جنازه، کنفرانس، و انتخابات نیز پخش می‌شوند. در همه پلتفرمها پخش به زبان اسپانیایی نیز در دسترس است. این شبکه از ۸ دسامبر ۲۰۰۹، پخش تلویزیونی با وضوح‌بالا را آغاز کرد.
این شبکه توسط متولیان نظارت می‌شود و تمام بودجه شبکه از کمک‌های اهدایی مخاطبان تأمین می‌شود لذا تبلیغات برنامه‌های سکولار یا غیر کاتولیک از این شبکه پخش نمی‌شود.

## توسعه
مادر آنجلیکا در سال ۱۹۵۳ تعهد مذهبی خود را به کلیسا رسماً اعلام کرد. در سال ۱۹۶۲ صومعه بانوی فرشتگان را تأسیس کرد. در طول دهه ۱۹۷۰، از او به دفعات برای تدریس دعوت می‌شد و همچنین جزوه و نوارهای صوتی و تصویری تولید می‌کرد. او مهمان مدعو در ایستگاه محلی WBMG (در حال حاضر WIAT، کانال ۴۲) و برنامه‌های شبکه پخش مسیحی و شبکه پخش ترینیتی بود. پس از مصاحبه ای در ایستگاه مسیحی WCFC (کانال ۳۸) در شیکاگو، تصمیم گرفت که شبکه خود را راه اندازی کند. او نوشته است که: «وارد یک استودیوی کوچک شدم، به یاد دارم که در آستانه در ایستاده بودم و فکر می‌کردم، دسترسی به جماعت ربانی زیاد طول نمی‌کشد. فقط همان‌جا ایستادم و به خداوند گفتم: خداوندا، من. باید یکی از اینها داشته باشم».
او سپس یک کانال ماهواره ای را خریداری کرد و EWTN در ۱۵ آوت ۱۹۸۱ پخش خود را با چهار ساعت برنامه روزانه آغاز کرد. برنامه‌ها شامل برنامه زنده با شرکت خودش (پخش زنده هر هفته)، مراسم عشای ربانی یکشنبه و تکرار برنامه‌های قدیمی تر کاتولیک مانند برنامه اسقف اعظم فولتون جی شین به نام زندگی ارزش زندگی کردن دارد. همچنین نمایش‌هایی که توسط اسقف‌های سراسر کشور تولید می‌شد، نمایش‌هایی از منابع پروتستانی که مادر آنجلیکا تشخیص داد با آموزه‌های کاتولیک هماهنگ است، و نمایش‌های کودکان مانند Joy Junction و The Sunshine Factory. حدود یک سوم زمان برنامه‌ها هم شامل محتوای سکولار بود، مانند اجرای مجدد نمایش بیل کازبی، فیلم‌های دارای مالکیت عمومی، و نمایش‌های آشپزی و تم وسترن. EWTN سرانجام برنامه پخش خود را به شش ساعت در روز و سپس به هشت ساعت در روز تا سال ۱۹۸۶ افزایش داد. محتوای سکولار به تدریج از سال ۱۹۸۶ تا ۱۹۸۸ کاهش یافت و پخش ماهواره ای در اواخر سال ۱۹۸۷ گسترش یافت و پس از آن EWTN کانال ماهواره ای مناسبتری را به دست آورد و شروع به پخش شبانه‌روزی کرد. در این مرحله، EWTN پخش دعای تسبیح را به صورت روزانه آغاز کرد و تعدادی برنامه آموزشی اضافه کرد. تولید داخلی برنامه‌های اصلی به تدریج افزایش یافت. مراسم عبادت در سال ۱۹۹۱ هر روز از یک کلیسای کوچک در محوطه صومعه پخش شد. بیشتر نمایش‌های منابع غیر کاتولیک حذف شدند و به تدریج نمادهای الهیاتی بیشتری در برنامه‌ها دیده شد.
این شبکه از سال ۱۹۸۲ تا ۱۹۹۴ رقابتی با Catholic Telecommunications Network of America داشت که با توجه به حمایت مالی کنفرانس ملی اسقف‌های کاتولیک نتوانست موفق شود و بسته شد.
در سال ۲۰۰۰، در زمان بازدید رسمی اسقف اعظم سان خوان، روبرتو گونزالس نیوز برای بررسی توان اداره مادر آنجلیکا بر ایستگاه و صومعه، مادر آنجلیکا کنترل EWTN را به هیئتی از افراد غیر روحانی سپرد. مایکل ورسو از سال ۲۰۱۱، رئیس هیئت مدیره و مدیر اجرایی شبکه منصوب شد.
از سال ۲۰۱۹، برنامه‌های EWTN از طریق بیش از ۶۰۰۰ شرکت پخش تلویزیونی و همچنین در Roku، اپل تی‌وی، کیندل فایر و YouTube در دسترس بوده است. این شبکه علاوه بر استودیوی آیرندیل، مرکز واشینگتن، دی. سی. برای بخش خبری و مرکز پخشی در ساحل غربی آمریکا در کلیسای کریستال در گاردن گروو، کالیفرنیا دارد.